# Hạt Rockingham, New Hampshire
Hạt Rockingham là một hạt trong tiểu bang New Hampshire, Hoa Kỳ. Hạt lỵ đóng ở New Hampshire6. Theo điều tra dân số năm 2000 của Cục điều tra dân số Hoa Kỳ, quận có dân số người.2

## Địa lý
Theo Cục điều tra dân số Hoa Kỳ, hạt có diện tích km², trong đó có km2 là diện tích mặt nước.